# Inside the Electric Circus
Inside the Electric Circus es el tercer álbum de la banda de heavy metal norteamericana W.A.S.P., lanzado en 1986. 
En algunas entrevistas, el vocalista Blackie Lawless catalogó esta producción como una de las más débiles de toda su carrera. Es el primer disco de W.A.S.P. en el que Lawless toca la guitarra (en los anteriores era el encargado del bajo).

## Lista de canciones
1. "The Big Welcome" – 1:21
2. "Inside the Electric Circus" – 3:33
3. "I Don't Need No Doctor" (Jo Armstead, Nick Ashford, Valerie Simpson) – 3:26
4. "9.5. - N.A.S.T.Y." (Lawless/Holmes) – 4:47
5. "Restless Gypsy" – 4:59
6. "Shoot From the Hip" – 4:38
7. "I'm Alive" – 4:22
8. "Easy Living" (Ken Hensley) – 3:10
9. "Sweet Cheetah" (Lawless/Holmes) – 5:14
10. "Mantronic" (Lawless/Holmes) – 4:08
11. "King of Sodom and Gomorrah" (Lawless/Holmes) – 3:46
12. "The Rock Rolls On" – 3:50

## Miembros
- Blackie Lawless: Voz, guitarra
- Chris Holmes: Guitarra
- Johnny Rod: Bajo
- Steve Riley: Batería